# Liolaemus insolitus
Liolaemus insolitus este o specie de șopârle din genul Liolaemus, familia Tropiduridae, descrisă de José Miguel Cei în anul 1982. Conform Catalogue of Life specia Liolaemus insolitus nu are subspecii cunoscute.